# فوكس أنيميشن
كانت فوكس أنيميشن قناة تلفزيونية إيطالية مملوكة لمجموعة فوكس الترفيهية، وهي مخصصة لمسلسلات الرسوم المتحركة من قبل فوكس. أطلقت القناة في 15 ديسمبر 2012.
بسبب عدم تجديد صفقة سكاي إيطاليا مع شركة والت ديزني، أُغلقت القناة في 1 أكتوبر 2019، إلى جانب ديزني إكس دي وقناة ديزني باللغة الإنجليزية وفوكس كوميدي ونات جيو بيبول.

## البرام
- عائلة سمبسون
- فيوتوراما
- عرض كليفلاند
- بريكلبيري
- بوب برجر
- ملك التل
- أميريكان داد
- فاميلي عاي
- مدينة حدودية
- ابن زورن
- آرتشر
- ذا غوست بوسترز